# Kanton Aigueperse
Aigueperse is een kanton van het Franse departement Puy-de-Dôme. Het kanton maakt deel uit van de arrondissementen Riom (22) en Clermont-Ferrand (2).

## Gemeenten
Het kanton Aigueperse omvatte tot 2014 de volgende 12 gemeenten:
- Aigueperse (hoofdplaats)
- Artonne
- Aubiat
- Bussières-et-Pruns
- Chaptuzat
- Effiat
- Montpensier
- Saint-Agoulin
- Saint-Genès-du-Retz
- Sardon
- Thuret
- Vensat

Bij de herindeling van de kantons door het decreet van 21 februari 2014, met uitwerking op 22 maart 2015, werd het kanon uitgebreid met volgende 12 gemeenten : 
- Chappes
- Chavaroux
- Clerlande
- Ennezat
- Entraigues
- Lussat
- Les Martres-d'Artière
- Martres-sur-Morge
- Saint-Ignat
- Saint-Laure
- Surat
- Varennes-sur-Morge